# 1436 w literaturze
Wydarzenia literackie w 1436 roku.

## Urodzili się
- Catarina de Portugal, księżniczka i pisarka portugalska